# Clematis alternata
Clematis alternata är en ranunkelväxtart som beskrevs av Siro Kitamura och Tamura. Clematis alternata ingår i släktet klematisar, och familjen ranunkelväxter. Inga underarter finns listade i Catalogue of Life.